# 我男朋友的罗曼史
《我男朋友的罗曼史》（韓語：내 남자의 로맨스）是2004年在韩国上映的爱情片。

## 剧情
地鐵站務員金玄珠和滅蟲專家男友金紹勳已相戀七年，在七週年紀念日這天，玄珠盼望著紹勳能向自己求婚，必定也是快三十歲的人了，玄珠心中多少有些著急。在朋友們的鼓勵下，玄珠來到約會地點。但不知要給她什麼驚喜，紹勳要玄珠等待自己，獨自跑到了商場。　　在商場電梯裡，紹勳遇到了當紅明星達英，她可是男人們的夢中女神，紹勳興奮不已。但電梯突然發生故障，兩人被困在電梯裡。紹勳捉到了一隻蟑螂，這是一種很少見的品種，作為滅蟲專家紹勳激動地把蟑螂收集起來。此舉引起了達英的好奇，她覺得眼前的這個男人很特別。此刻電梯故障被排除，驚魂未定的達英被助手接走，但她卻對紹勳產生了濃厚的興趣。　　達英來到紹勳所在的公司，同意接拍滅蟲廣告，並要求紹勳在廣告片中出演角色，這讓紹勳的同事很是驚喜和羨慕。玄珠感到事情不妙，她很擔心男友會因此出軌。於是和朋友們一起在廣告中擔任臨時演員，監視紹勳和達英的一舉一動。　　為了和達英一比高下，玄珠和朋友們邀請達英到家中做客。儘管玄珠醋性大發，但朋友們卻為能和大牌明星一起共度晚餐感到興奮。玄珠處處刁難達英，但達英卻顯現出很好的修養和內涵。在玄珠回房間的一瞬間，她看到了不該看到的一幕：達英竟然親吻了紹勳。　　氣急敗壞的玄珠約達英見面，要求她放棄紹勳。但此刻達英也已經愛上了紹勳，她不會輕易退出。兩人商議好，達英將赴夏威夷度假，她約紹勳一同前往。如果紹勳同意，玄珠就結束這段長達七年的戀情。當然，如果紹勳選擇和玄珠在一起，達英也將永遠從他們的視線中消失。　　紹勳接到了達英的邀請函，內心十分複雜。儘管達英的美貌和涵養深深吸引著他，但他內心卻無法放下玄珠。最終紹勳來到達英家為她送行，同時送上的還有美好的祝愿。達英深知紹勳對玄珠的感情，獨自離開韓國...... 　　在七週年紀念日的約會地點，玄珠冒雨等待紹勳的出現。紹勳沒有讓她失望，他來到玄珠面前，如玄珠夢寐以求的那樣向她求了婚。玄珠和紹勳搬到了父親修建的小屋裡，過起了安逸平靜卻幸福的生活。

## 演员陣容
| 演员   | 角色     | 备注     |
| 金諪恩 | 金玄珠   |          |
| 金相庆 | 金绍勋   |          |
| 吴承贤 | 达英     |          |
| 李侑真 |          |          |
| 朴東彬 |          |          |
| 文瑞英 |          |          |
| 黃澤河 |          |          |
| 池大漢 |          |          |
| 孟床訓 |          |          |
| 卞珠妍 | 幼年玄珠 |          |
| 朴恩斌 | 玄珠     | 小學生   |
| 鄭燦   |          | 特別出演 |
| 張熙秀 |          | 特別出演 |
| 安善英 |          | 特別出演 |
| 成宥利 |          | 特別出演 |

## 评价
《解放日报》称之为“韩国爱情喜剧快餐”。